# Isabel (Kansas)
Isabel é uma cidade localizada no estado americano de Kansas, no Condado de Barber.

## Demografia
Segundo o censo americano de 2000, a sua população era de 108 habitantes.
Em 2006, foi estimada uma população de 103, um decréscimo de 5 (-4.6%).

## Geografia
De acordo com o United States Census Bureau tem uma área de
0,7 km², dos quais 0,7 km² cobertos por terra e 0,0 km² cobertos por água. Isabel localiza-se a aproximadamente 563 m acima do nível do mar.

## Localidades na vizinhança
O diagrama seguinte representa as localidades num raio de 24 km ao redor de Isabel.